# (494) Virtus
Pour les articles homonymes, voir Virtus.
(494) Virtus est un astéroïde de la ceinture principale découvert par Max Wolf le 7 octobre 1902.